# BMW Serie 6 Gran Coupé
La BMW Serie 6 Gran Coupé (sigla di progetto F06) è un'autovettura di lusso prodotta dal 2012 al 2018 dalla casa automobilistica tedesca BMW.

## Profilo e caratteristiche

### Nascita e debutto
Nel 2003 la Mercedes-Benz, da sempre storica rivale della BMW, ha spiazzato la concorrenza introducendo nel mercato la Classe CLS, prima vera coupé a 4 porte nella storia dell'automobile. In seguito, altri costruttori premium hanno risposto proponendo modelli in grado di rivaleggiare con la vettura di Stoccarda, in particolare la Jaguar con la sua XJ e l'Audi con la A7 Sportback. La BMW è approdata per ultima a questo particolare segmento di mercato, che negli anni dopo il debutto della CLS si è rivelato decisamente redditizio. Già prima del debutto della Serie 6 F12/F13, è stata svelata la concept BMW Gran Coupé, che prefigurava la futura coupé a 4 porte destinata a rivaleggiare con CLS ed affini. Per la denominazione della nuova BMW, la stampa ipotizzò il nome di Serie 6 GT o anche che venisse rispolverato quello di Serie 8. Durante tutto il 2011 la casa dell'elica ha lavorato alla realizzazione del nuovo modello, finché verso la fine dell'anno la stampa specializzata ha cominciato a diffondere le prime immagini in anteprima della vettura definitiva, il cui nome ufficiale è stato deciso come Serie 6 Gran Coupé.
Il debutto ufficiale della vettura avvenne nel marzo del 2012 al salone dell'automobile di Ginevra: a quel punto la vettura, sebbene non ancora nei listini pubblicati dalla stampa specializzata, divenne ordinabile poiché apparve nei siti della casa costruttrice con tanto di prezzi.

### Design ed abitacolo

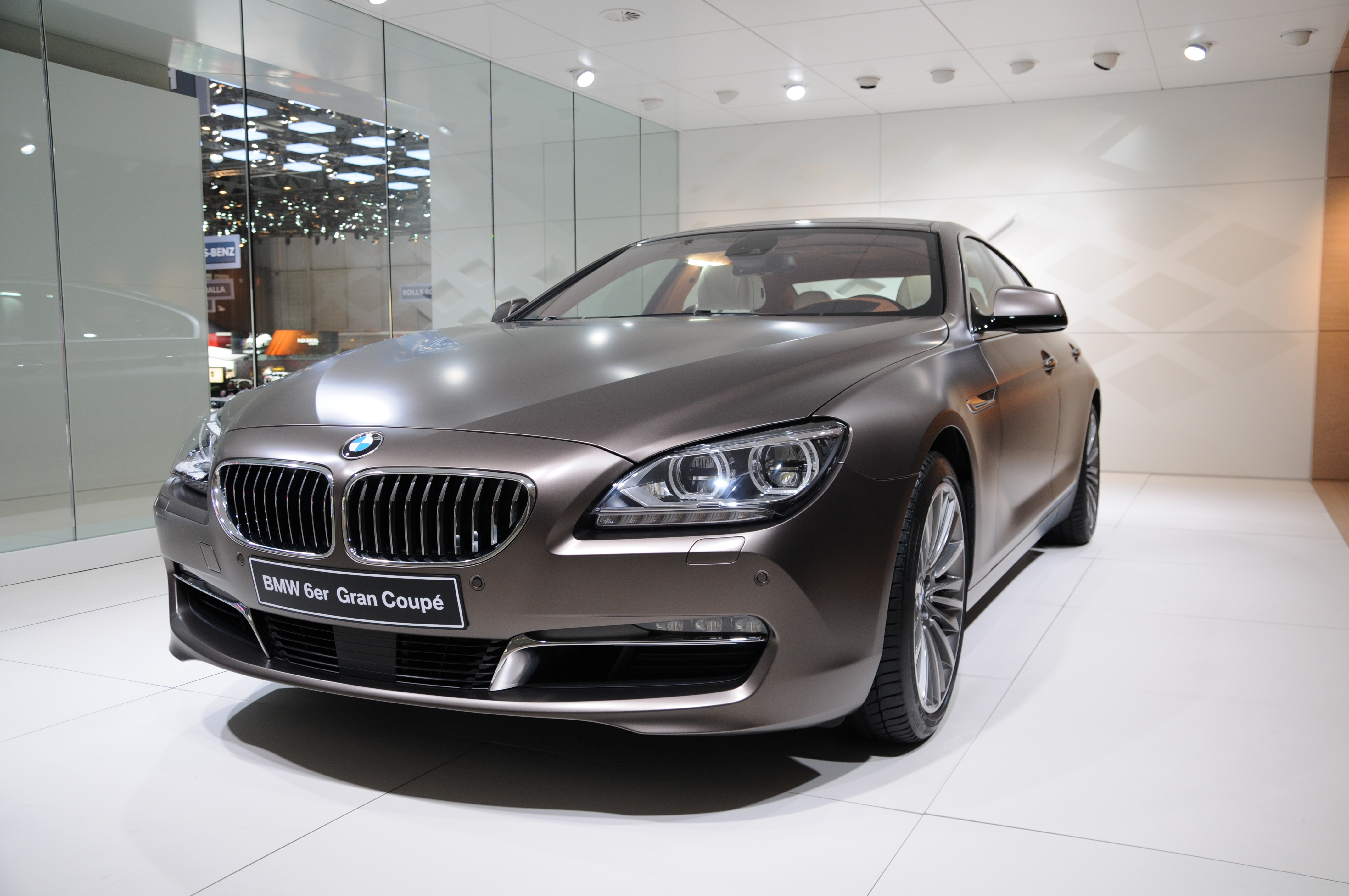
Dettaglio frontale di una Serie 6 Gran Coupé

Come la Serie 6 da cui deriva, anche la Gran Coupé deve le sue linee all'équipe diretta da Adrian van Hooydonk, ed in particolare a due dei più stretti collaboratori di quest'ultimo: Nader Faghihzadeh ha curato le linee esterne della carrozzeria, mentre Christian Bauer si è occupato del design dell'abitacolo.
Il risultato è una vettura assai elegante, ma che non rinuncia al tocco di sportività tipico delle coupé di lusso. Esteriormente, ed in particolare osservando le due estremità del corpo vettura, la parentela con i modelli F12 ed F13 è più che visibile. Solo alcuni particolari del frontale sono stati realizzati esclusivamente per la Gran Coupé, come per esempio le prese d'aria nel paraurti, suddivise tra loro mediante elementi dalla forma "ad L" presenti unicamente in questo modello e non nelle Serie 6 coupé e cabriolet, con i fari anteriori che integrano la tecnologia a LED. Nel suo complesso, il frontale appare aggressivo e muscoloso, e disegna una sorta di profilo a "V" grazie anche alle nervature sul cofano motore che convergono verso la calandra a doppio rene. 

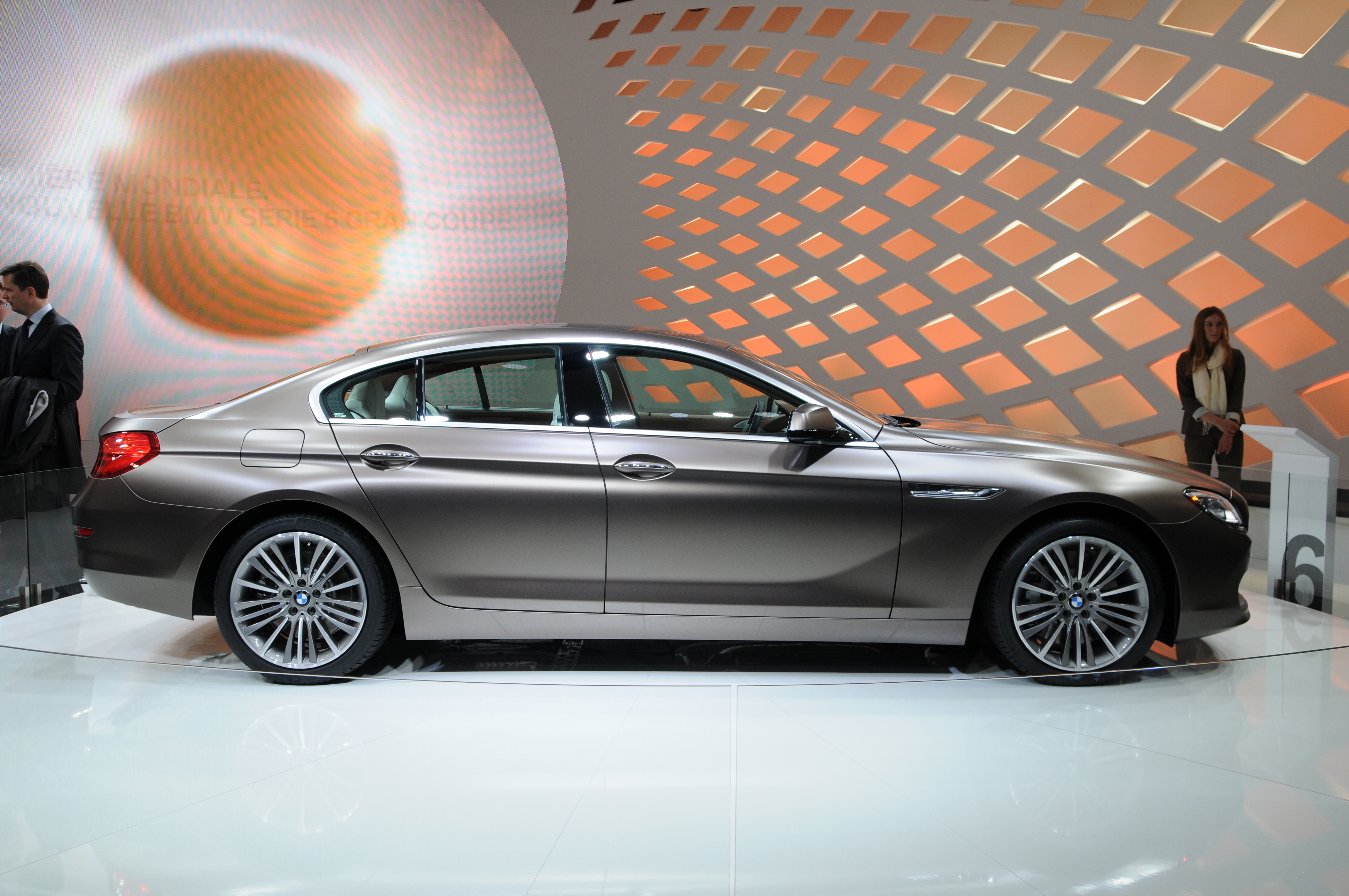
Vista laterale di una Serie 6 Gran coupé

La vista laterale è molto più imponente rispetto a quella della Serie 6 Coupé, in virtù delle due porte in più e soprattutto dell'allungamento dell'interasse necessario per accoglierle al meglio. La vista d'insieme dà un'impressione di gran robustezza grazie alla linea di cintura molto alta. La vettura presenta i classici stilemi del settore delle coupé a 4 porte con forme dinamiche espresse dalla vista laterale, la cui fiancata è percorsa dalla classica nervatura che unisce le maniglie porta. La coda è quella che maggiormente riconduce ai modelli coupé e cabriolet: identico il disegno dei gruppi ottici posteriori integralmente con tecnologia a led. Sono stati ridisegnati inoltre diversi componenti, come il portello del vano bagagli, il lunotto e il tetto, in maniera tale da potersi raccordare meglio con la coda e poter caratterizzare in maniera più decise il nuovo (per la Casa di Monaco) tipo di carrozzeria.

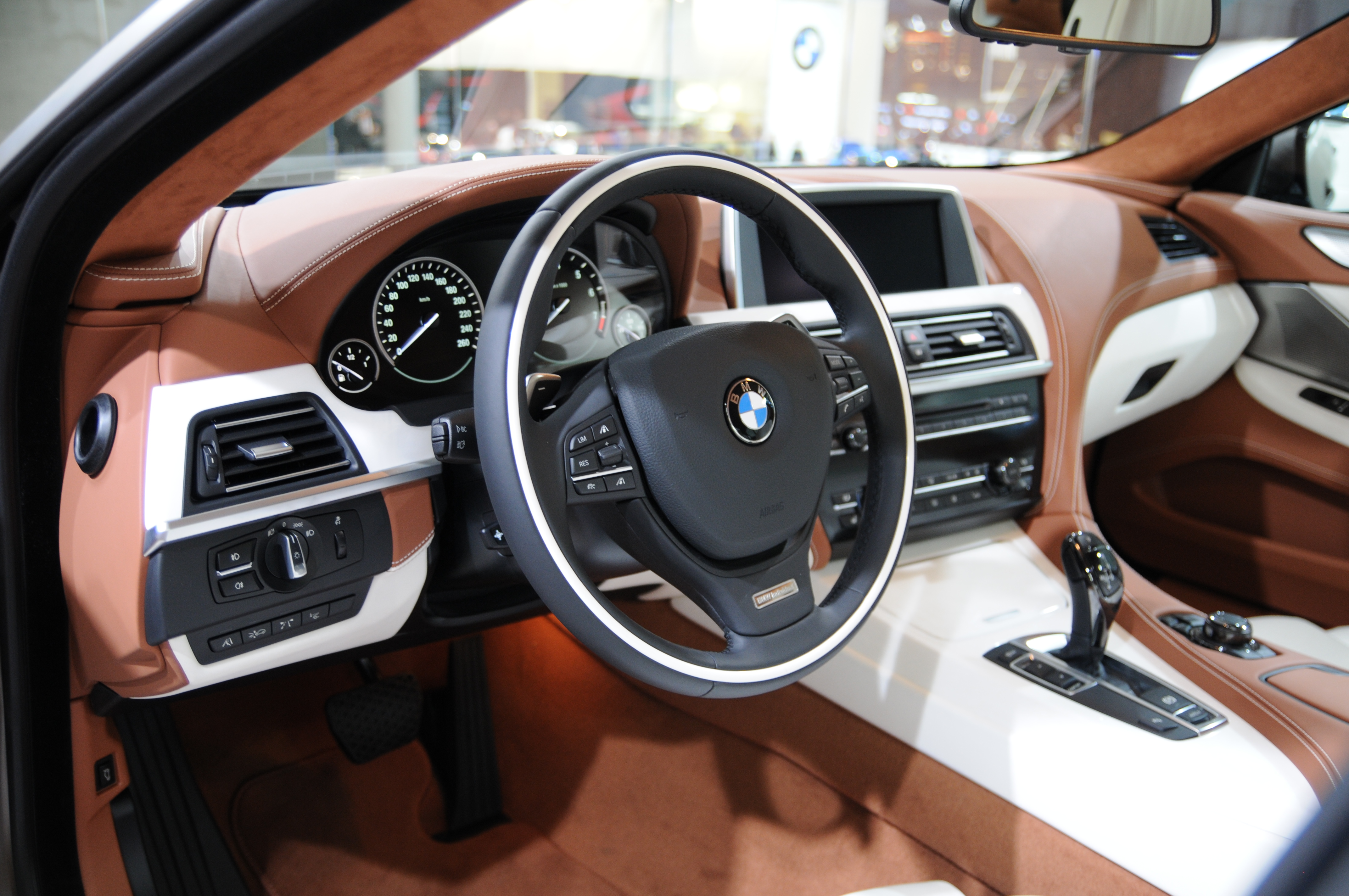
Il posto guida della Serie 6 Gran Coupé

L'abitacolo riprende in parte quanto già visto sulle altre Serie 6, ma è stato rivisto in chiave più lussuosa ed in particolare è stata la parte posteriore a ricevere le maggiori modifiche, in quanto deve poter offrire una maggior abitabilità. L'allungamento del passo rispetto al pianale delle altre serie 6 (che poi è condiviso anche dalle berline della Serie 5 F10) è servito anche a dare la possibilità di ospitare fino a tre persone. Non si tratta di una vera cinque posti, ma di una 4+1, dove il posto centrale posteriore è più sacrificato. In ogni caso è sempre un contenuto in più rispetto alla concorrenza, che offre invece quattro posti secchi. In più, Christian Bauer, incaricato del design interno, ha ridisegnato alcuni particolari, come la consolle centrale, in maniera tale da offrire una sensazione di maggior spaziosità. Nonostante il lusso a profusione introdotto nella Gran Coupé, non è stato trascurato il lato sportivo, in questo caso meno visibile non trattandosi di una sportiva pura, ma pur sempre presente. Quanto alla capacità del bagagliaio, essa arriva fino a 560 litri, che possono arrivare fino a 1.265 abbattendo il divano posteriore.

### Struttura, meccanica e motori
Come già accennato, la Serie 6 Gran Coupé condivide il pianale con gli altri modelli della Serie 6, con la Serie 5 F10 ed anche con la Serie 5 GT. Ma in questo caso, si ha una novità in più, rappresentata dall'allungamento di 11.3 cm del passo, in maniera tale da ospitare più comodamente fino a tre persone e di poter contenere le due portiere posteriori all'interno del disegno della carrozzeria.
La geometria delle sospensioni riprende quella delle versioni coupé e cabriolet, con un avantreno a doppio snodo ed un retrotreno multilink Integral V, entrambi realizzati facendo largo uso di lega di alluminio. Gli ammortizzatori idraulici telescopici possono essere integrati a richiesta con il cosiddetto Dynamic Damper Control, che affida la gestione degli stessi alla centralina elettronica.
L'impianto frenante è a quattro dischi autoventilanti e si avvale degli ormai immancabili dispositivi elettronici di gestione della frenata: ABS, ESP e DTC. È presente inoltre il sistema di recupero dell'energia in frenata.
Lo sterzo si avvale di servoassistenza elettromeccanica che prevede tra l'altro il dispositivo Servotronic, il quale varia l'incidenza del servosterzo in funzione della velocità e dell'angolo di sterzata.
Al suo debutto, la Serie 6 Gran Coupé è disponibile in tre motorizzazioni:
- 640i, equipaggiata con l'unità N55B30, un motore da 2979 cm³ sovralimentato mediante turbocompressore twin-scroll ed in grado di erogare una potenza massima di 320 CV;
- 650i, versione di punta spinta dal V8 N63TÜB44, un motore da 4395 cm³ con doppia sovralimentazione ottenuta grazie all'ausilio di due turbocompressori twin-scroll e con potenza massima di 450 CV;
- 640d, versione a gasolio spinta dal 6 cilindri N57D30T1, un motore da 2993 cm³ con doppia sovralimentazione, tecnologia common rail e potenza massima di 313 CV.

In ogni caso, mediante un apposito comando, è possibile scegliere il tipo di risposta del motore e delle sospensioni tra diversi programmi, fra cui: Sport+, Sport, Comfort, "Comfort+" e Eco Pro.
Per quanto riguarda il cambio, tutta la gamma della Gran Coupé monta di serie l'automatico Steptronic ad 8 rapporti, accoppiato al sistema Stop & Start.

### Dotazioni ed optional
Al suo debutto, la Gran Coupé è prevista in due allestimenti:
- base, allestimento comprendente già una dotazione molto lussuosa e completa, la quale include tra l'altro: doppio airbag frontale, airbag laterali, antifurto, climatizzatore bi-zona, cerchi in lega da 18 pollici, impianto hi-fi BMW Professional con 9 casse, computer di bordo, fari allo xeno, controller iDrive, lavafari, sedili posteriori abbattibili, volante multifunzione in pelle, retrovisori esterni regolabili elettricamente e riscaldabili, sedili e volante a regolazione elettrica con memoria, pneumatici run-flat, sensore pioggia e sensore crepuscolare;
- Futura, livello ancora più completo comprendente quanto già visto nel livello base, ma con in più: navigatore BMW Professional, Adaptive Light Control, Integral Active Steering (produce l'effetto delle quattro ruote sterzanti), sensori di parcheggio anteriori e posteriori, retrovisori esterni ed interni anabbaglianti e retrovisori esterni ripiegabili elettricamente.

La lista optional, anch'essa molto ricca, prevede: Dynamic Damper Control (gestione elettronica degli ammortizzatori), Dynamic Drive (gestione elettronica della barra antirollio), Adaptive Drive (una combinazione dei primi due dispositivi), cerchi in lega da 19 o da 20 pollici, tetto in vetro o tetto elettrico, sensori di pressione pneumatici, pacchetto sportivo M (paraurti ridisegnati, terminali di scarico cromati, volante e battitacco con logo M e sedili profilati), sedili anteriori e/o posteriori riscaldabili, modanature interne in legno pregiato (pioppo, rovere o platano), in alluminio o in nero lucido, climatizzatore a quattro zone, plancia in pelle, gestione automatica degli abbaglianti, fendinebbia a led, Lane Departure Warning, segnalatore di sorpasso pericoloso, Head-Up Display, funzione TV, impianto hi-fi Bang&Olufsen, visore ad infrarossi ed interni in pelle.

## Evoluzione

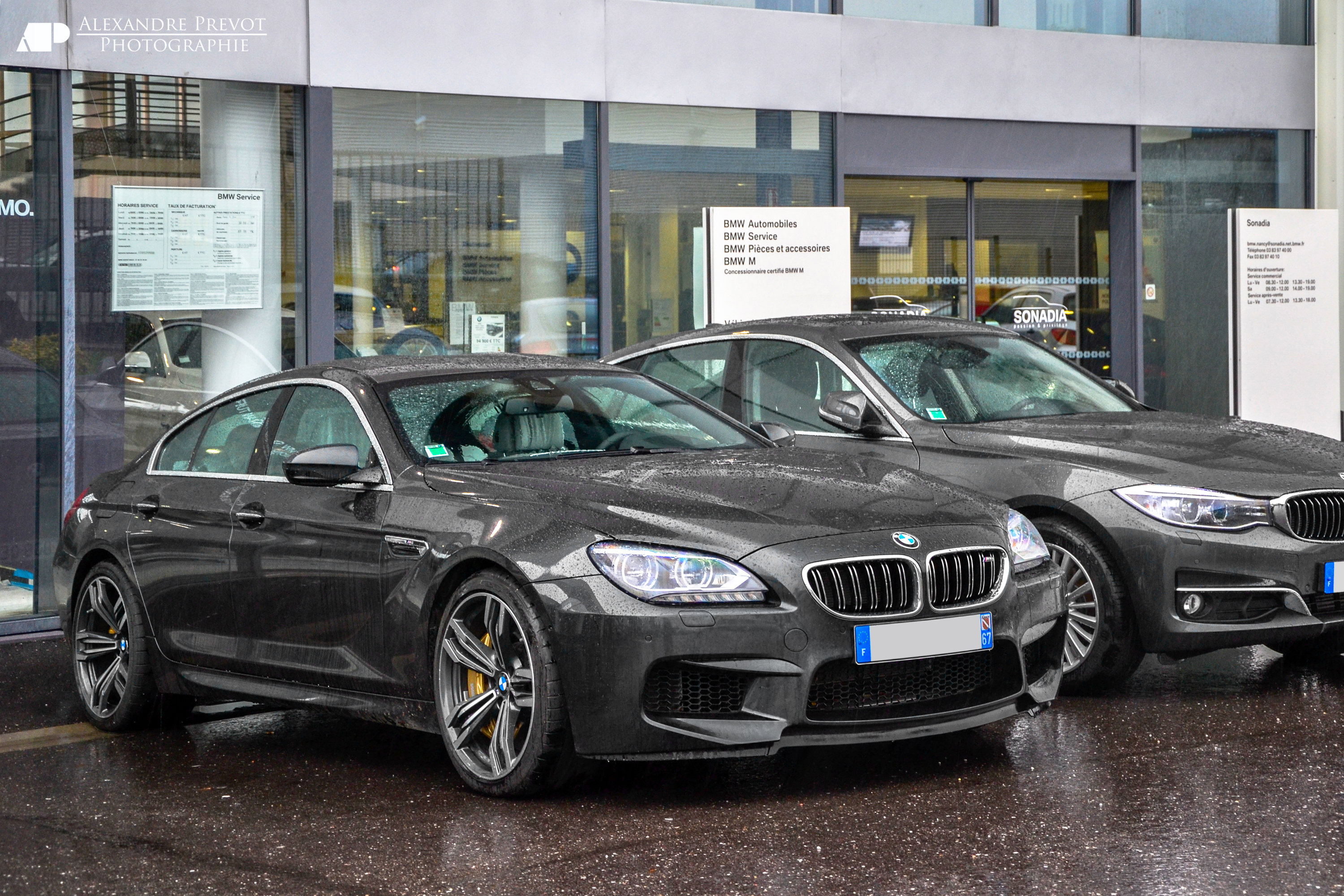
BMW M6 Gran Coupé

Poco tempo dopo il lancio, la gamma si è arricchita con l'arrivo della 650i xDrive Gran Coupé, versione a trazione integrale della versione top di gamma spinta anch'essa dal noto V8 sovralimentato da 450 CV.
Nella primavera del 2013 si ha invece l'arrivo di una nuova versione di punta, la M6 Gran Coupé, tecnicamente basata sulle M6 coupé e cabriolet. Presentata al Salone di Detroit dello stesso anno, la vettura mantiene le stesse doti dinamiche e di allestimento delle "sorelle" a due porte. Assieme ad essa venne lanciata anche la versione Competition con motore portato da 560 a 575 CV.
Nel tardo mese di maggio la trazione integrale viene applicata anche ai modelli 640i e 640d: le quattro ruote motrici possono così essere ottenute su tutta la gamma tranne la M6 Gran Coupé.
La gamma rimase così pressoché invariata, fino all'autunno del 2018 quando è stata tolta di listino. Unico aggiornamento il passaggio della Competition da 575 a 600 CV, avvenuto nel 2015.

## Tabella riepilogativa
| Modello            | Motore   | Cilindrata cm³ | Potenza CV/rpm | Coppia Nm/rpm  | Trazione | Cambio/ N°rapporti | Massa a vuoto (kg) | Velocità max | Acceler. 0–100 km/h | Consumo (l/100 km) | Emissioni CO2 (g/km) | Anni di produzione |
| Versioni a benzina |          |                |                |                |          |                    |                    |              |                     |                    |                      |                    |
| 640i               | N55B30   | 2979           | 320/ 5800-6000 | 450/ 1300-4500 | P        | AS/8               | 1.750              | 250          | 5"4                 | 7.9                | 179                  | 03/2012-04/2018    |
| 640i xDrive        | N55B30   | 2979           | 320/ 5800-6000 | 450/ 1300-4500 | I        | AS/8               | 1.825              | 250          | 5"3                 | 8.3                | 193                  | 06/2013-04/2018    |
| 650i               | N63B44   | 4395           | 450/ 5500-6000 | 650/ 2000-4500 | P        | AS/8               | 1.865              | 250          | 4"6                 | 8.8                | 199                  | 04/2012-04/2018    |
| 650i xDrive        | N63B44   | 4395           | 450/ 5500-6000 | 650/ 2000-4500 | I        | AS/8               | 1.940              | 250          | 4"5                 | 9.4                | 219                  | 05/2012-04/2018    |
| M6                 | S63B44   | 4395           | 560/ 5750-7000 | 680/ 1500-5750 | P        | DF/7               | 1.875              | 250          | 4"2                 | 9.9                | 232                  | 04/2013-04/2018    |
| M6 Competition     | S63B44   | 4395           | 575/ 6000-7000 | 680/ 1500-6000 | P        | DF/7               | 1.875              | 250          | 4"1                 | 9.9                | 232                  | 05/2013-04/2015    |
| M6 Competition     | S63B44   | 4395           | 600/ 6000-7000 | 700/ 1500-6000 | P        | DF/7               | 1.875              | 250          | 3"9                 | 9.9                | 232                  | 05/2015-04/2018    |
| Versioni a gasolio |          |                |                |                |          |                    |                    |              |                     |                    |                      |                    |
| 640d               | N57D30T0 | 2993           | 313/4400       | 630/ 1500-2500 | P        | AS/8               | 1.790              | 250          | 5"4                 | 5.7                | 146                  | 03/2012-04/2018    |
| 640d xDrive        | N57D30T0 | 2993           | 313/4400       | 630/ 1500-2500 | I        | AS/8               | 1.870              | 250          | 5"3                 | 6                  | 158                  | 06/2013-04/2018    |